# セラフィン・アベンダーニョ
セラフィン・アベンダーニョ（Serafín Xoaquín Avendaño Martínez、1838年10月12日 - 1916年8月23日）はスペインの画家である。長くイタリアで活動し、風景画や風俗画を描いた。

## 略歴
ガリシア州ポンテベドラ県のビーゴに生まれた。父親のホアキン・アベンダーニョ(Joaquín Avendaño:1812–1886)はバレンシアの師範学校の校長などを務めた後、外交官として、アメリカ、イタリアなどで働く人物である。家族とマドリードに移り、マドリードの王立サン・フェルナンド美術アカデミーでアントニオ・マリア・エスキベルやヘナロ・ペレス・ビジャミルに学んだ 。1858年には展覧会で銀メダルを受賞した。
家族の支援があり、1860年代に、アメリカ、イギリス、フランス、スイスなど世界各地を旅した。1864年に権威のある展覧会で賞を得て1866年に助成金を得て、イタリアに移り1891年までイタリアに滞在することになった。イタリアでは、ジェノヴァやその周辺で活動し、トリノ県のリヴァーラなどの風景を描いた「リヴァーラ派」と呼ばれる画家たちの中で活動した。イタリア滞在中も、定期的にスペインに戻り、展覧会に参加したり、故郷のビーゴの風景を描いた。
スペインに帰国後は展覧会の審査員を務め、雑誌「Blanco y Negro」の挿絵を描いた。
1918年にバリャドリッドで没した。

## 作品

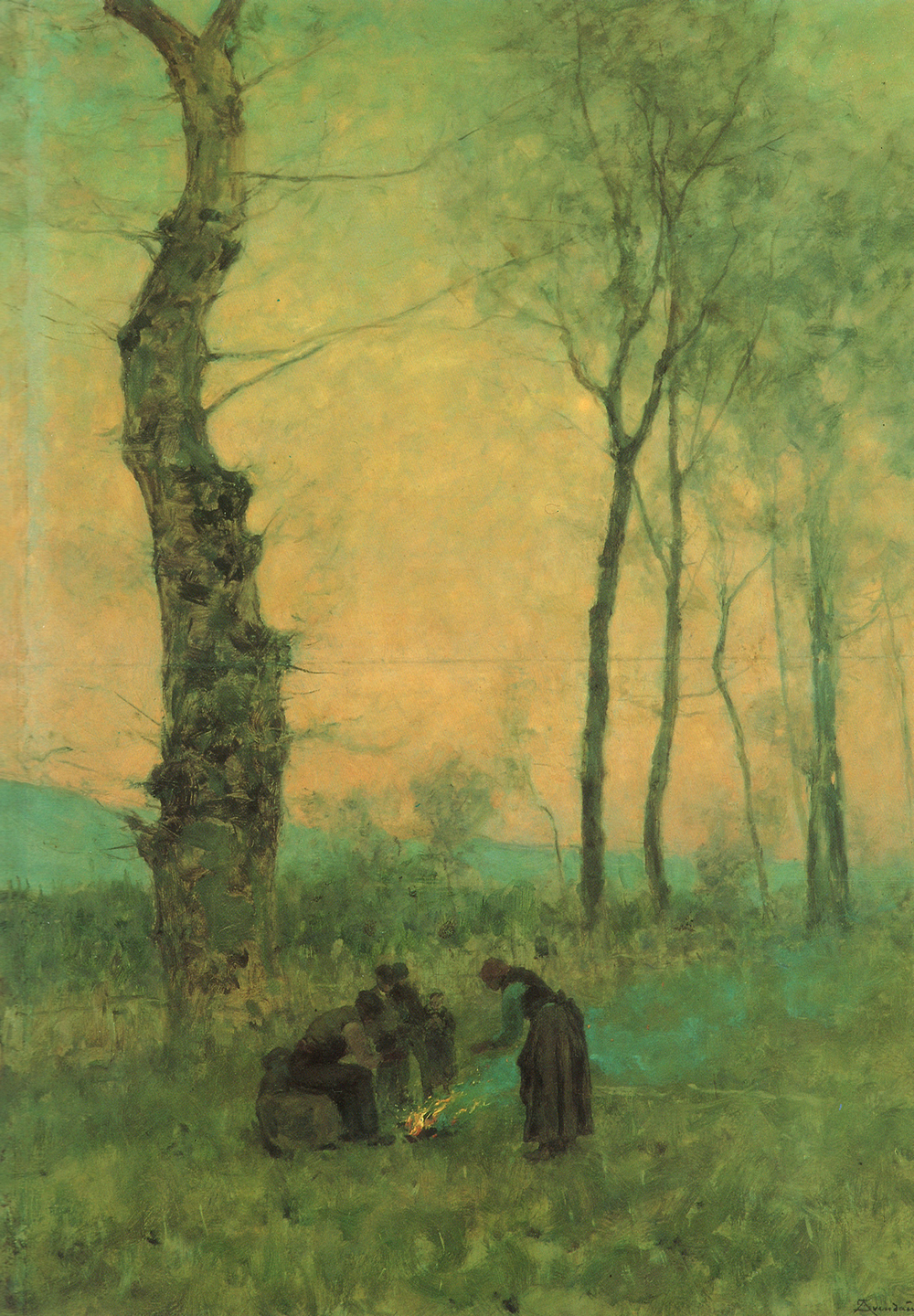
冬の風景
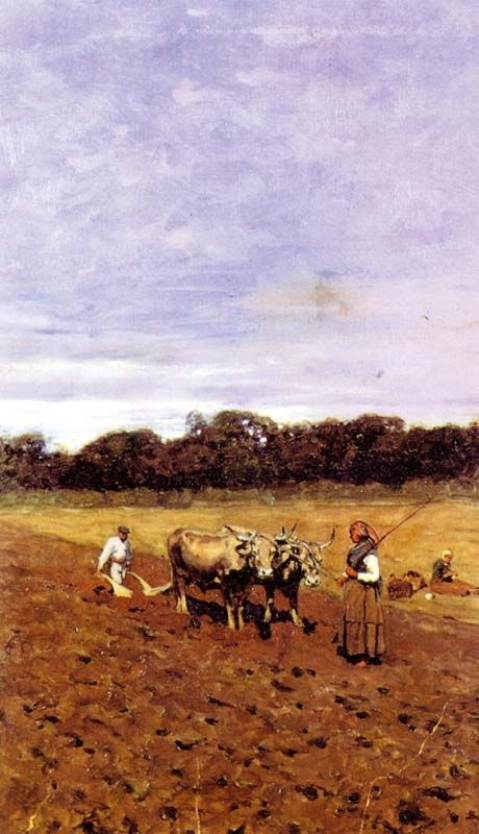
畑を耕す牛
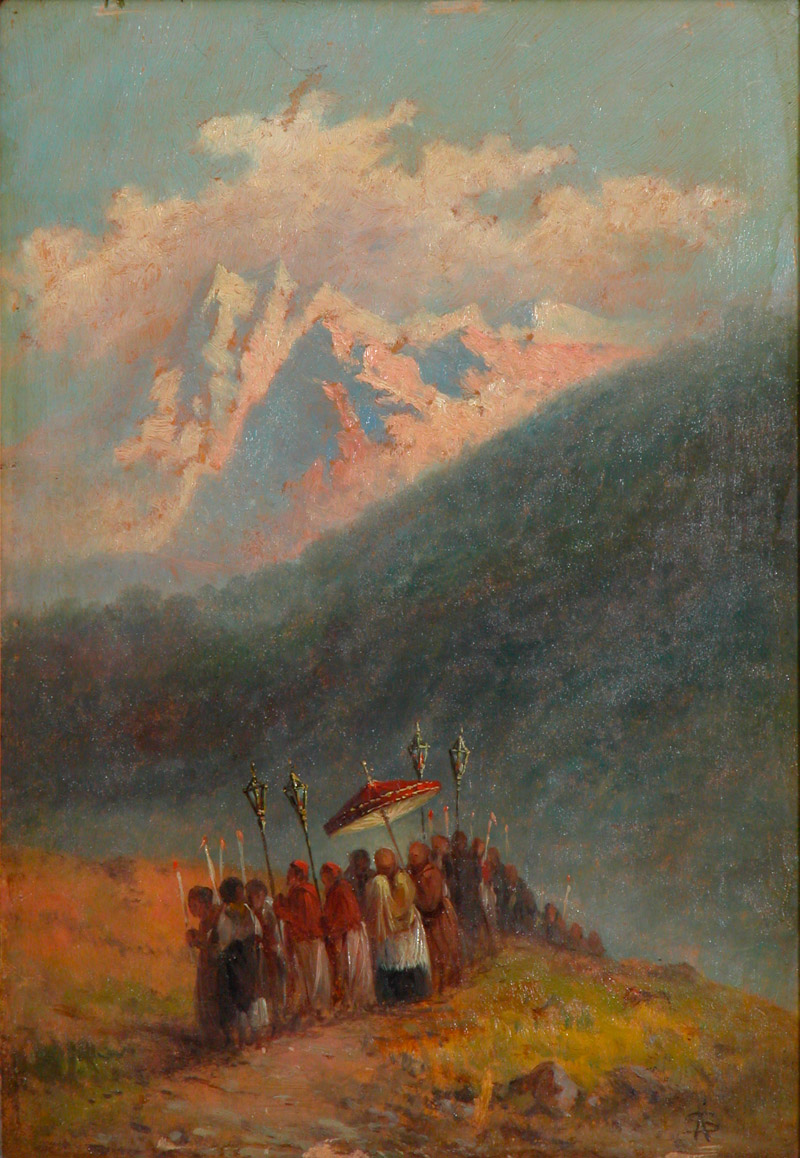
祭列
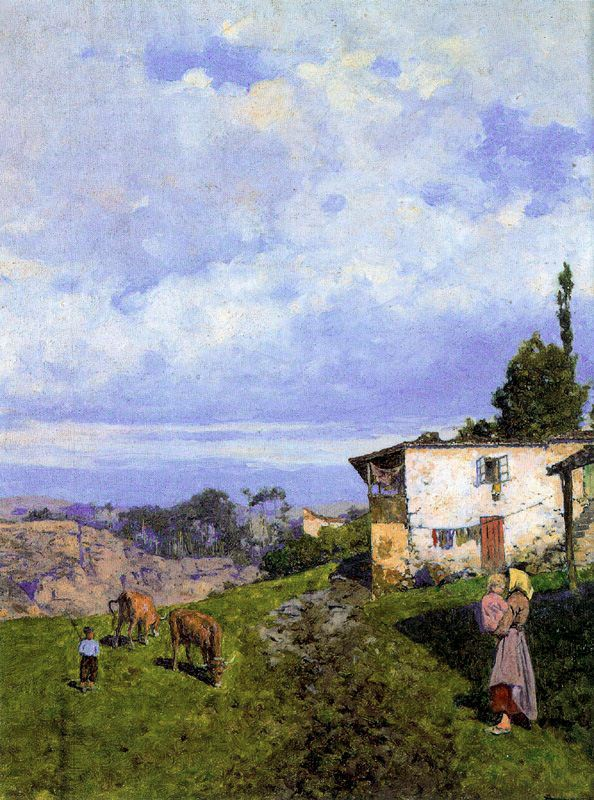
風景画

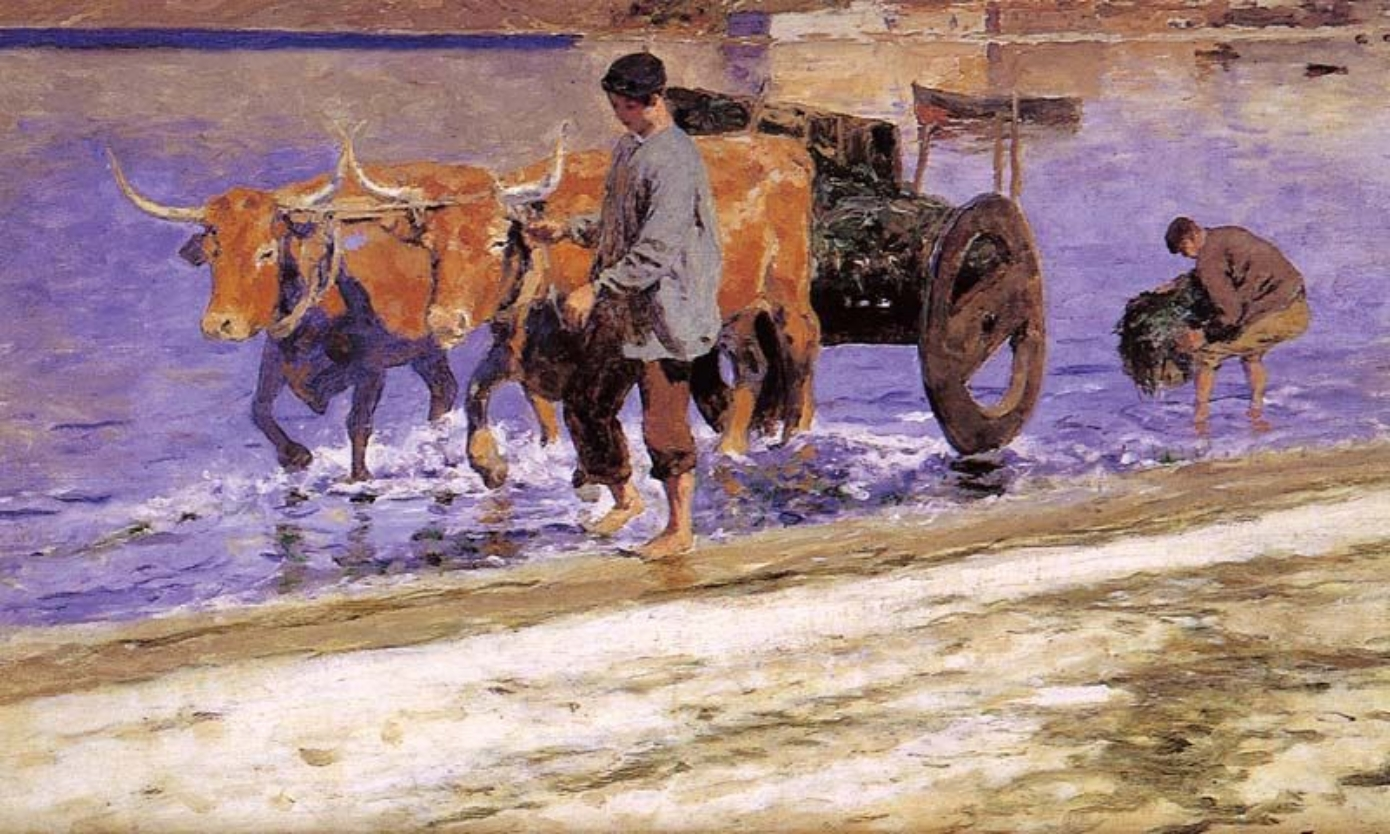
海藻を積んだ荷車
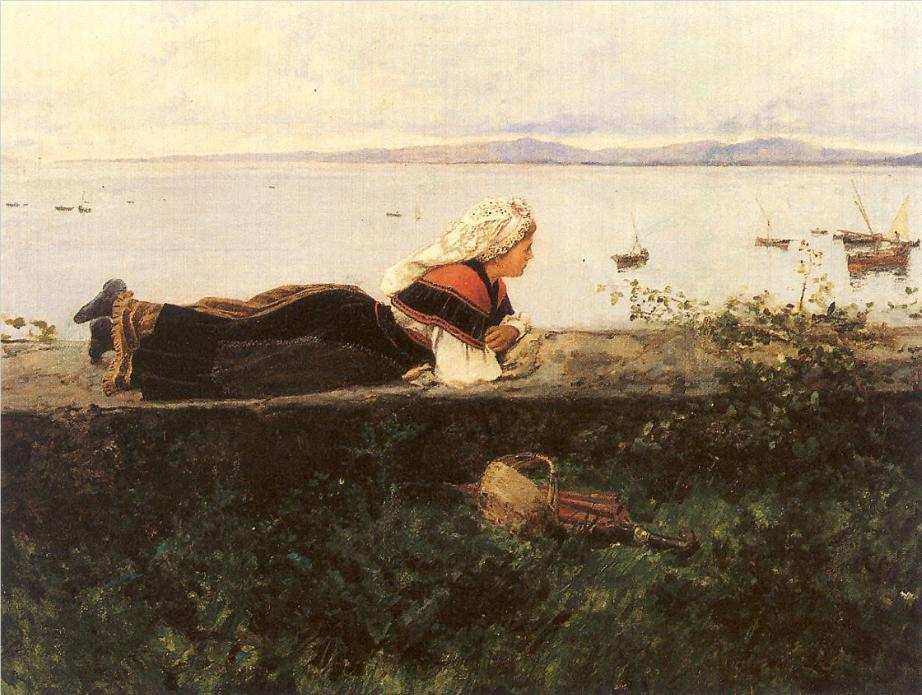
ガリシア女性のいる風景
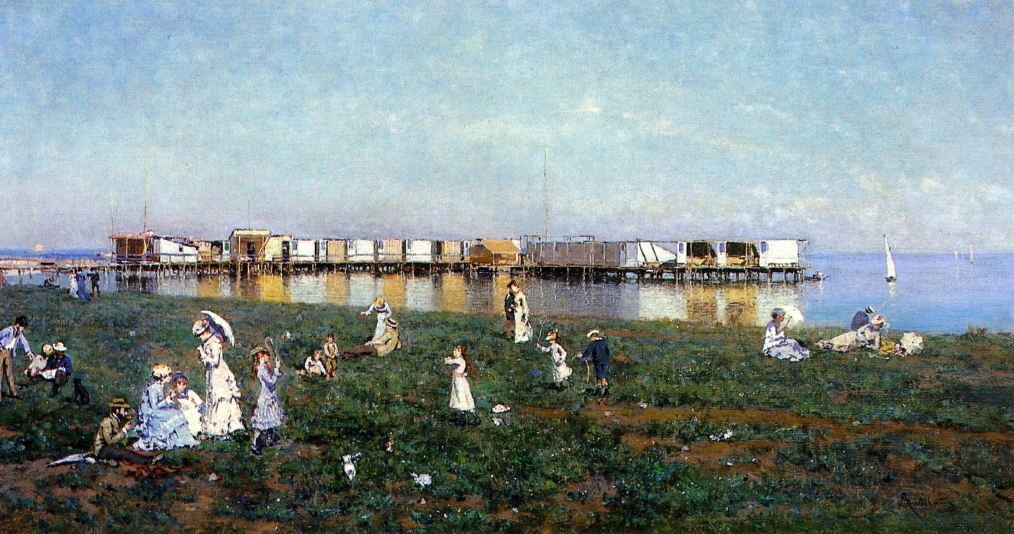
リボルノの河岸の婦人たち

## 関連図書
- Serafín Avendaño: inventario y valoración de su actividad pictórica en Liguria, Departamento de Historia del Arte, 2001 ISBN 84-699-5943-3
- Rosa Elvira Caamaño Fernandez, Serafín Avendaño. 1837-1916 (exhibition catalog), Centro Cultural Caixavigo, 1991.
- Ramón Otero Túñez [gl], "El pintor Avendaño", in Cuadernos de Estudios Gallegos, vol. XVIII, #54, 1963